# Signal Fire
"Signal Fire" é uma música de Snow Patrol escrita para o filme Spider-Man 3, que foi lançada em 4 de Maio de 2007. Produzido por Jacknife Lee, a música aparece no fim do filme durante os créditos, e pode ser considera como o tema do filme. Foi lançado como um single em 7 de Maio de 2007 no Reino Unido, o primeiro depois de cinco singles para suceder seu álbum de 2006 Eyes Open.
A música estreou em quinto lugar na Billboard Hot 100. A música ficou em quarto lugar na coloca ção de singles do Reino Unido.

## Vídeo
O videoclipe para a música, dirigido por Paul McGuigan (Lucky Number Slevin), apresenta os estudantes na versão dos filmes do Spider-Man, Spider-Man (2002) e Spider-Man 2 (2004). A famosa cena de beijo no primeiro filme é recriada, mas no isntante que o Homem-Aranha beija a garota, outro garoto vestido de Homem-Aranha morde Peter Parker e beija a garota chamada Mary-Jane.

## Faixas
- UK/Irlanda CD Single:[3]

1. "Signal Fire" – 4:29
2. "Wow" (Eddy TM Loser Remix) – 5:39

- UK/Irlanda Web-shaped Vinyl:[4]

A: "Signal Fire" – 4:29
B: "Wow" (Eddy TM Loser Remix) – 5:39
- iTunes Digital Download:[5]

1. "Signal Fire" – 4:29

- CD Single australiano:[6]

1. "Signal Fire" – 4:29
2. "Chocolate" (ao vivo) – 3:03
3. "Run" (ao vivo) – 5:38
4. "Spitting Games" (ao vivo) – 4:17

Faixas ao vivo gravado no Columbiahalle, em Berlim, 9 de fevereiro de 2007.
- UK Promo CD:[9]

1. "Signal Fire" (edição de rádio) – 3:57

## Paradas musicais
| Paradas (2007)                               | Melhor posição |
| -------------------------------------------- | -------------- |
| Austrália (ARIA Singles Chart)               | 22             |
| França (SNEP)                                | 23             |
| Irlanda (Irish Singles Chart)                | 2              |
| Japão (Japan Hot 100)                        | 75             |
| Suíça (Schweizer Hitparade)                  | 48             |
| Reino Unido (UK Singles Chart)               | 4              |
| Europa (Billboard Eurochart Hot 100 Singles) | 11             |
| Estados Unidos (Billboard Hot 100)           | 65             |